# Urdu Typesetting
 (septembre 2020).
Si vous disposez d'ouvrages ou d'articles de référence ou si vous connaissez des sites web de qualité traitant du thème abordé ici, merci de compléter l'article en donnant les références utiles à sa vérifiabilité et en les liant à la section « Notes et références ».
Urdu Typesetting est police de caractères arabe nastaliq créée par Microsoft en 2006. Elle est distribuée avec Microsoft Windows depuis Windows 8 en 2012.